# 6B busz (Mezőkövesd)
A mezőkövesdi 6B jelzésű autóbuszvonal a Rutinpálya és a Dózsa György utca között húzódó helyi vonal volt, amelyet a Borsod Volán Zrt. üzemeltetett.

## Közlekedése
| Viszonylat                      | Indításszám     | Közlekedési rend          |
| ------------------------------- | --------------- | ------------------------- |
| Rutinpálya – Dózsa György u. 3. | 3 oda, 2 vissza | tanítási napokon          |
| Rutinpálya – Dózsa György u. 3. | 1 oda           | tanszünetben munkanapokon |

## Megállóhelyei
| 0 | Rutinpálya végállomás                      | 0.0 km | 0 |
| 1 | Lövői út 20.                               | 0.5 km | 1 |
| 2 | Vasútállomás                               | 1.2 km | 3 |
| 3 | Ifjúság út 2.                              | 1.5 km | 4 |
| 4 | Katolikus iskola                           | 2.2 km | 5 |
| 5 | Mátyás király utca 87. (↓) Cukrászüzem (↑) | 2.7 km | 6 |
| 6 | Szent László tér                           | 3.4 km | 7 |
| 7 | Gimnázium                                  | 3.9 km | 8 |
| 8 | Dózsa György utca 3. végállomás            | 4.2 km | 9 |